# Iglesia de San Miguel (Sanlúcar de Barrameda)
La iglesia de San Miguel es un templo católico situado en el municipio español de Sanlúcar de Barrameda, en la andaluza provincia de Cádiz.
Forma parte del Conjunto histórico-artístico y de la Ciudad-convento de Sanlúcar de Barrameda.

## Historia
El origen de la Iglesia de San Miguel es la antigua Capilla de San Juan de Letrán, que estaba junto a la Puerta de Jerez, cuya noticia más antigua es de 1526. En ella radicaba la Cofradía de San Juan de Letrán y las Benditas Ánimas del Purgatorio, la más antigua hermandad de las ánimas de Sanlúcar, ya que la que radicaba en la parroquial de la O se fundó en 1640. 
En torno a 1643, el culto al Árcangel San Miguel se intensificó en la ciudad y se creó una Hermandad de San Miguel formada por los cofrades de San Juan de Letrán y las Ánimas, que decidieron levantar una capilla mayor que la que tenían, colocando en el retablo mayor una imagen de Nuestra Señora de la Esperanza flanqueada por San Miguel y San Sebastián y dedicando una capilla a la antigua advocación de San Juan de Letrán y las Ánimas Benditas. En 1656, todavía inacabado el templo, se instalaron en él una comunidad de carmelitas descalzas, hasta que se trasladaron a su nuevo y definitivo convento. A finales del siglo XVII se instituyó la Cofradía de Nuestra Señora de la Expectación de la O, titular de la iglesia mayor parroquial, de cuyo original de bulto se sacó una pequeña copia en pintura que se colocó en un retablo dorado, costeado por la cofradía, que erigió un rosario.